# Weißdorf
Weißdorf è un comune tedesco di 1 292 abitanti, situato nel land della Baviera.